# Diekkampgraben

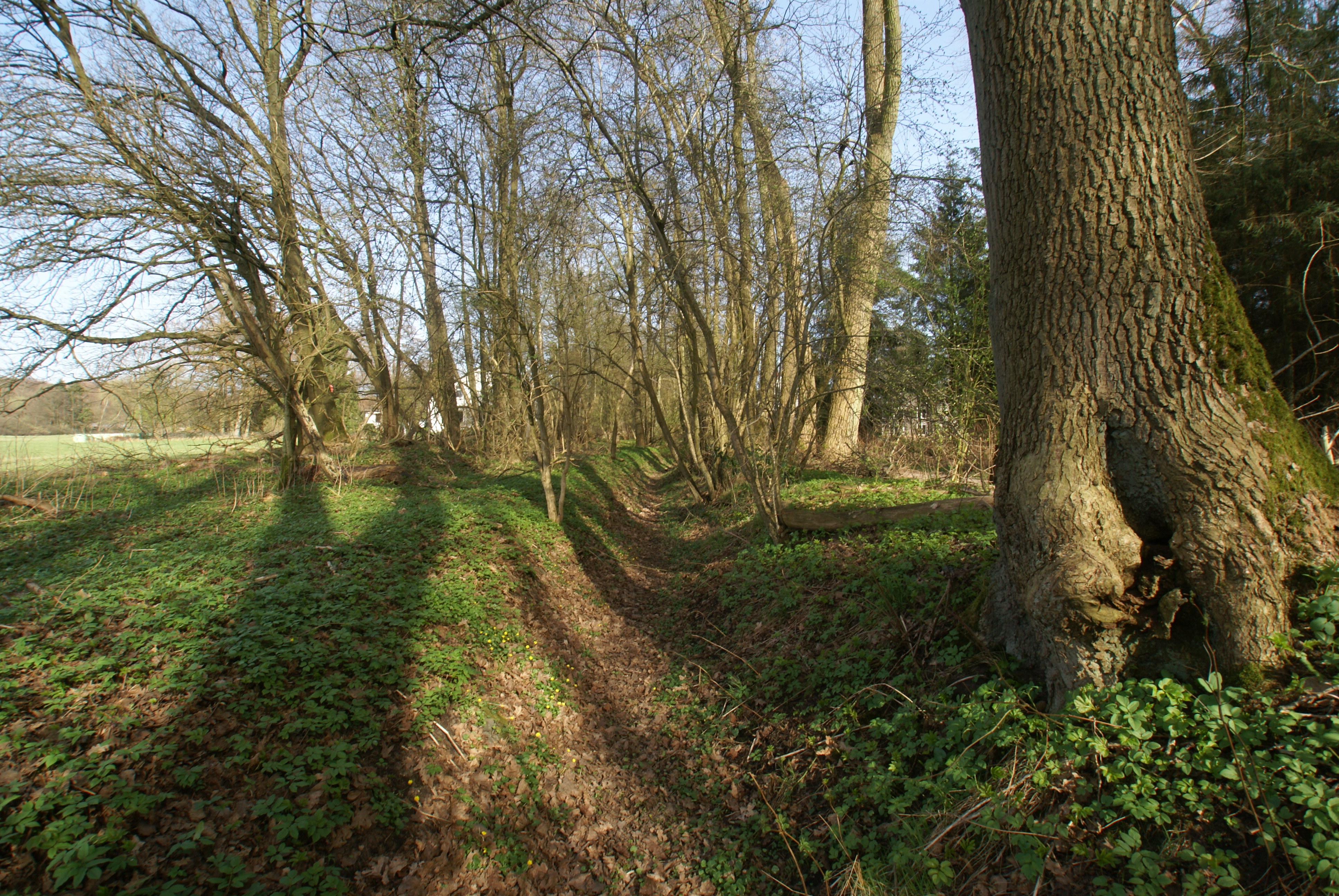
El graben sec a prop del carrer Semmannstraße

El Diekkampgraben és un rierol d'Alemanya, que neix al barri de Volksdörp al costat de la reserva natural del Volksdörper Diekwischen i que desemboca al Berner Au al mateix nucli. Desguassa via el Wandse, l'Alster i l'Elba al mar del Nord.

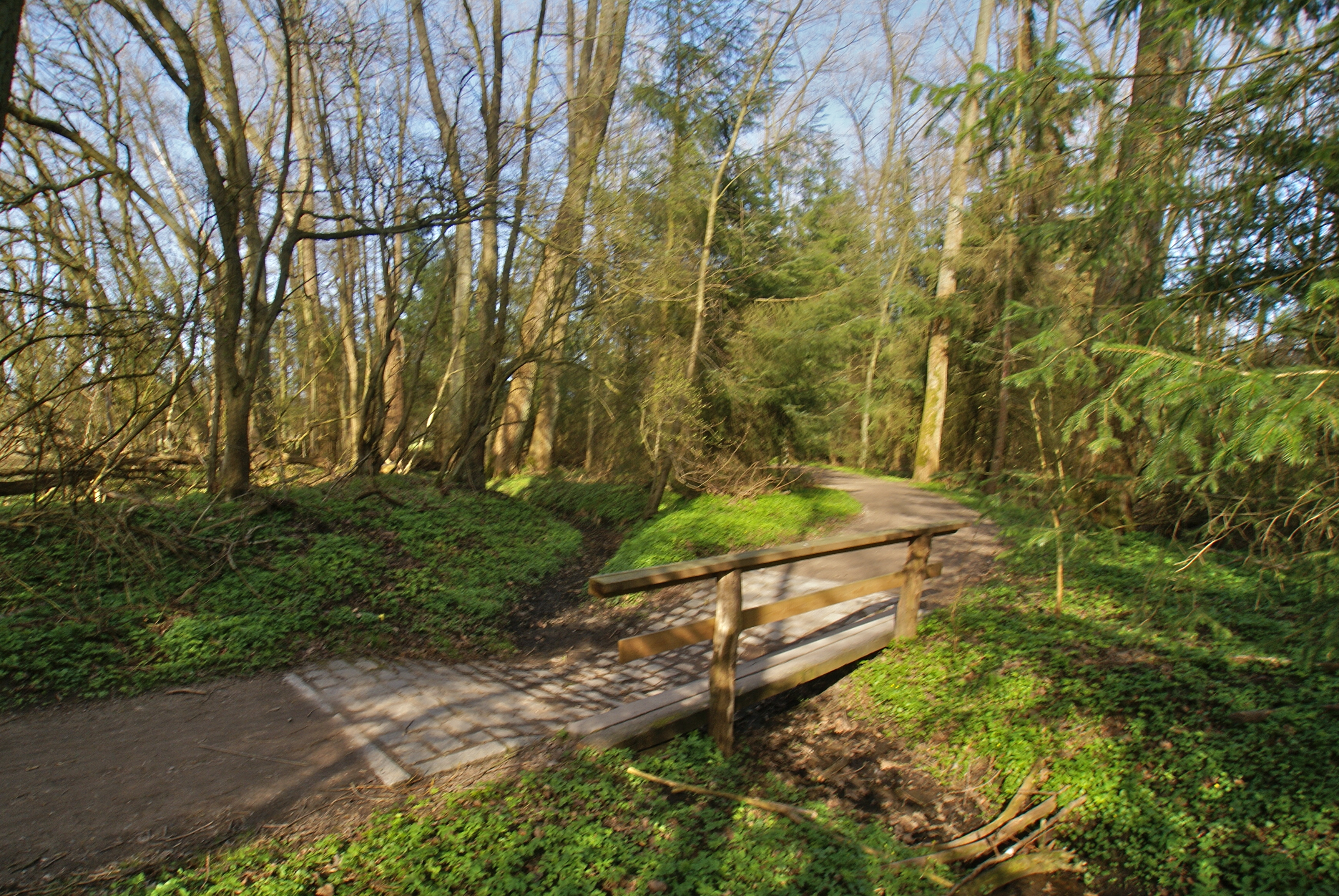
Gual al Diekkampgraben

Comparteix la història geològica del Saselbek i del Gussau: un rierol d'aigua fosa que va excavar una vall túnel sota la glacera que cobria el territori al Plistocè. El seu nom prové del lloc dit Diekkamp (=camp de l'estany) i Graben (=fossat).